# Ostasiatische Rundschau
Die Ostasiatische Rundschau. Die Zeitschrift für den Fernen Osten, Australien und die Südsee 東方輿論 (auch: Zeitschrift für die gesamten Interessen, Politik, Wirtschaft und Kultur, Ost- und Südasiens) war eine deutsche, monatlich erscheinende Zeitschrift, die phasenweise vom Verband für den Fernen Osten (Berlin), Deutsch-Chinesischen Verband (Berlin), Ostasiatischen Verein (Hamburg-Bremen), Deutsch-Ostasiatischer Klub (Leipzig) mit Japan-Institut in Berlin und Verband der Deutschen Handelskammern in Übersee (Hamburg) herausgegeben worden ist. Die Verbandsfunktionäre Max Linde, Friedrich Wilhelm Mohr (Hamburg), Gerhard Menz, Erwin Rousselle und Friedrich Max Trautz erscheinen als Herausgeber. Sie ist vom Februar 1920 bis Oktober 1944 erschienen und war die Nachfolgezeitschrift zu Asien, Archiv für den Fernen Osten und den Mitteilungen für China-Deutsche. Ihr folgte von 1949 bis 1990 die Übersee-Rundschau.
Die Zeitschrift erschien zunächst beim Deutschen Überseedienst, dann Wirtschaftsdienst (Hamburg) und ab 1935 bei der Hanseatischen Verlagsanstalt (Hamburg). Der letzte Chefredakteur war Otto Richter, sein Stellvertreter Max Drews. Es erschienen mehrfach Sonderhefte.
Die oft auch aktuellen Themen betrafen Politik, Militärisches, Wirtschaft, Recht sowie Kultur und hatten ihre Schwerpunkte anfangs in China, dann auch in Japan und Niederländisch-Indien. Ab 1934 ist eine Annäherung an die Ziele der nationalsozialistischen Außenpolitik zu beobachten, insbesondere nach der Annäherung an Japan durch den Antikominternpakt 1936. Dabei spielte auch die Aufnahme einer Telefonverbindung eine Rolle.